# Fritz Rudigier
Fritz Rudigier (* 25. Juni 1941 in St. Gallenkirch; † 29. Oktober 2015 ebenda) war ein österreichischer Politiker (SPÖ). Er war von 1984 bis 1989 Abgeordneter zum Vorarlberger Landtag und von 1985 bis 2005 Bürgermeister von St. Gallenkirch. 

## Ausbildung und Beruf
Nach dem Besuch der Volksschule in der Gemeinde St. Gallenkirch arbeitete Fritz Rudigier von 1955 bis 1975 im elterlichen landwirtschaftlichen Betrieb mit. Er absolvierte zwischen 1957 und 1959 die Handelsschule in Feldkirch und trat 1959 in Schruns in den Dienst der Vorarlberger Gebietskrankenkasse. Er war zunächst als Angestellter beschäftigt und stieg zum Leiter der Gebietskrankenkasse-Außenstelle Schruns auf. Die Position als Leiter der Außenstelle hatte er bis zu seiner Pensionierung im Jahr 2001 inne.

## Politik und Funktionen
Rudigier trat 1961 der Sozialistischen Partei Österreichs bei und übernahm 1965 das innerparteiliche Amt des Ortsparteivorsitzenden der Sozialistischen Partei St. Gallenkirch. Er gehörte ab 1970 der Gemeindevertretung und dem Gemeinderat von St. Gallenkirch an und wirkte zwischen Mai 1985 und Mai 2005 als Bürgermeister seiner Heimatgemeinde. Am 23. Februar 1983 rückte er als Nachfolger von Helmut Wolf und Abgeordneter des Wahlbezirkes Bludenz in den Vorarlberger Landtag nach, dem er bis zum 23. Oktober 1989 über eineinhalb Gesetzesperioden angehörte. Er war dort Mitglied im Landwirtschaftlichen Ausschuss und Mitglied im Sozialpolitischen Ausschuss. Innerhalb des sozialistischen Landtagsklubs nahm er die Funktion des Bereichssprechers für Land- und Forstwirtschaft wahr. Innerparteilich wirkte er zudem als Mitglied des Bezirksvorstandes der SPÖ-Bezirksorganisation Bludenz, auf Landesebene war er zudem Mitglied der Landesparteileitung und von 1983 bis 1992 Mitglied des Landesparteivorstandes der SPÖ Vorarlberg.
Rudigier war zudem Mitglied der Gewerkschaft der Privatangestellten und Mitglied des Aufsichtsrates der Vorarlberger Illwerke. In seiner Heimatgemeinde engagierte er sich in der Blasmusik und als Mitglied in der Trachtengruppe. 

## Privates
Fritz Rudigier wurde als Sohn des Landwirts Anton Rudigier geboren. Er heiratete 1967 Ilse Tschofen und wurde 1968 Vater eines Sohnes und 1974 Vater einer Tochter. 